# Anthony Olubumni Okogie
Anthony Olubumni Okogie (Lagos, 16 juni 1936) is een Nigeriaans geestelijke en een kardinaal van de Rooms-Katholieke Kerk.
Okogie werd op 11 december 1966 priester gewijd. Hij was vervolgens werkzaam in pastorale functies in het aartsbisdom Lagos.
Op 5 juni 1971 werd hij benoemd tot hulpbisschop van Oyo en tot titulair bisschop van Mascula. Zijn bisschopswijding vond plaats op 29 augustus 1971. Op 19 september 1972 werd hij benoemd tot hulpbisschop van Lagos. Op 13 april 1973 volgde zijn benoeming tot aartsbisschop van Lagos. Van 1994 tot 2000 was hij voorzitter van de bisschoppenconferentie van Nigeria.
Okogie werd tijdens het consistorie van 21 oktober 2003 kardinaal gecreëerd. Hij kreeg de rang van kardinaal-priester. Zijn titelkerk werd de Beata Vergine Maria del Monte Carmelo a Mostacciano. Hij nam deel aan de conclaven van 2005 en 2013. Van 2007 tot 2012 was hij lid van de Raad van kardinalen voor bestudering van organisatorische en economische problemen van de Heilige Stoel.
Okogie ging op 25 mei 2012 met emeritaat.
Op 16 juni 2016 verloor Okogie - in verband met het bereiken van de 80-jarige leeftijd - het recht om deel te nemen aan een toekomstig conclaaf.
- Gemeinsame Normdatei: 119285398
- International Standard Name Identifier: 0000 0001 1440 7870
- Library of Congress Control Number: n99021163
- Nederlandse Thesaurus van Auteursnamen: 337889953
- Virtual International Authority File: 31325990
- WorldCat: E39PBJjHfbrgRm6C84mvvQKTpP